# Аниций Гермогениан Олибрий
Флавий Аниций Гермогениан Олибрий (лат. Flavius Anicius Hermogenianus Olybrius) — консул Римской империи 395 года при императоре Гонории.
Вторым консулом 395 года был его брат Пробин. Оба консула, принадлежащие к аристократическому роду Петрониев, были прославлены в консульском панегирике поэта Клавдиана.
Внук Флавия Аниция Гермогениана Олибрия — Цезарь Флавий Аниций Олибрий Август (ум. 23 октября 472) — был консулом 464 года и императором с 4 июля 472 года.